# Fön (Album)
Fön ist das siebte Studioalbum des österreichischen Volksmusikers Hubert von Goisern und das erste reguläre Studioalbum seit dem Ende der Alpinkatzen.

## Hintergründe
Nach der Auflösung der Alpinkatzen widmete sich Hubert von Goisern anderen Projekten, nämlich der Komposition der Filmmusik zu Schlafes Bruder sowie Reisen nach Afrika und Tibet und den daraus entstanden Alben Gombe und Inexil.
Im Herbst 1999 begann er zu komponieren, im Frühjahr schrieb er die Texte und im Sommer wurde das Album aufgenommen. Produziert wurde es von Hubert von Goisern selbst und die Koproduktion, Aufnahme und das Mischen übernahm Wolfgang Spannberger im Tonstudio Synthakus. Fön wurde schließlich fast genau sechs Jahre nach dem letzten Konzert der Alpinkatzen, nämlich am 6. November 2000, veröffentlicht.

## Stil
Hubert von Goisern experimentierte bereits mit den Alpinkatzen viele unterschiedliche Musikstile wie Volksmusik, Rock, Blues, Soul, Reggae und Funk. Auf Fön neben all diesen Stilen zum ersten Mal auch ein Jazzeinfluss zu hören.
Auf dem Album befindet sich auch eine Coverversion des Janis-Joplin-Liedes Mercedes Benz. Ursprünglich ein A-cappella-Stück, wurde diese Version als Reggae mit Akkordeon aufgenommen und mit einem österreichischen Text versehen (womit das Stück sowohl musikalisch als auch textlich Parallelen zum Lied Katholisch aufweist). Hubert von Goisern hatte es bereits 6 Jahre früher geschrieben, jedoch war er noch nicht zufrieden wie die Alpinkatzen Reggae spielen konnten.

## Rezeption
Das Album wurde von der Kritik äußerst positiv aufgenommen und Hubert von Goisern wurde dafür 2001 mit dem Amadeus Austrian Music Award als bester „Künstler Pop/Rock national“ ausgezeichnet.
Auch in kommerzieller Hinsicht war das Album ein Erfolg. Es erreichte Platz 4 der österreichischen Charts und hielt sich 23 Wochen in den Top 75. Im Januar 2001 erhielt Hubert von Goisern eine Goldene Schallplatte für 25.000 verkaufte Alben von Fön in Österreich.

## Titelliste
1. Drawig – 4:35
2. Da Dåsige – 4:00
3. Katholisch – 3:40
4. Da Diab – 3:56
5. Ång'låcht – 6:20
6. Spåt – 4:35
7. Fön – 7:12
8. Kålt – 4:50
9. Die Stråss'n – 5:35
10. Weh toan tuat's auf jeden Fall – 6:40
11. Mercedes Benz – 3:40
12. Fia di – 4:20